# I Famosi 5 - Casi misteriosi
I Famosi 5 - Casi misteriosi (Le Club des 5: Nouvelles Enquêtes) è una serie animata prodotta da Marathon Media, France 3, Chorion e Disney Channel, basata sulla serie omonima di romanzi di Enid Blyton. La serie è andata in onda nel Regno Unito il 5 aprile 2008 su Disney Channel, in Francia dall'8 giugno su France 3 e in Italia il 21 giugno su Disney Channel.

## Personaggi
Protagonisti della serie sono 4 ragazzi, due maschi (Max, figlio di Julian, e Dylan, figlio di Dick) e due femmine (Jo, figlia di George, e Allie, figlia di Anne), figli dei componenti della banda dei cinque, e il loro cane Timmy che avventura dopo avventura dovranno risolvere intriganti misteri, con l'utilizzo delle tecnologie moderne, sconosciute ai loro genitori.

## Episodi
| nº | Titolo originale                         | Titolo italiano                          | Prima TV originale | Prima TV Italia |
| -- | ---------------------------------------- | ---------------------------------------- | ------------------ | --------------- |
| 1  | Enquête sur l'île du refuge              | Caso dei pirati informatici              | 5 aprile 2008      | 21 giugno 2008  |
| 2  | Le Mystère Bambouzou                     | Caso del futuro nella serra              | 12 aprile 2008     |                 |
| 3  | La Légende du Mogowki                    | Caso dei gioielli scomparsi              | 19 aprile 2008     |                 |
| 4  | Guet-apens chez les Kirrin               | Caso del tesoro dell'isola di Kirrin     | 26 aprile 2008     |                 |
| 5  | Court-circuits sur commande              | Caso del complotto per staccare la spina | 3 maggio 2008      |                 |
| 6  | Pas si bêtes ces voleurs                 | Caso della scimmia dispettosa            | 10 maggio 2008     |                 |
| 7  | Enquête en altitude                      | Caso dei sabotaggi misteriosi            | 17 maggio 2008     |                 |
| 8  | Une affaire explosive                    | Caso dell'odore nauseabondon             | 24 maggio 2008     |                 |
| 9  | Double enquête à Falcongate              | Caso del detective difettoso             | 31 maggio 2008     |                 |
| 10 | Contrebande en chansons                  | Caso della cantante disastrosa           | 7 giugno 2008      |                 |
| 11 | Double énigme à Avalon                   | Caso del mistero dell'isola di Avalon    | 14 giugno 2008     |                 |
| 12 | L'Affaire du tableau trompeur            | Caso del capolavoro imbrattato           | 21 giugno 2008     |                 |
| 13 | Une affaire envoûtante                   | Caso dell ipnotizzatore disonesto        | 28 giugno 2008     |                 |
| 14 | Une affaire «vachement» givrée           | Caso del colpevole dalle dita gelate     | 5 luglio 2008      |                 |
| 15 | Une affaire d'argent sale                | Caso delle banconote false               | 12 luglio 2008     |                 |
| 16 | L'Énigme des pensionnaires en vadrouille | Caso delle 8 braccia e nessuna impronta  | 19 luglio 2008     |                 |
| 17 | Le Mystère des roses empoisonnées        | Caso dell'amica in visita                | 26 luglio 2008     |                 |
| 18 | L'Énigme du vieux loup de mer            | Caso della mummia, la luce e il tacchino | 2 agosto 2008      |                 |
| 19 | Un gel très précieux                     | Caso della gelatina divorante            | 9 agosto 2008      |                 |
| 20 | Sabotage à Malibu                        | Caso del surfista egoista                | 16 agosto 2008     |                 |
| 21 | Une enquête épineuse                     | Caso del mistero piccante                | 23 agosto 2008     |                 |
| 22 | Silence, on détourne!                    | Caso della trivellazione mentale         | 30 agosto 2008     |                 |
| 23 | Enquête en avalanche                     | Caso del gelido effetto valanga          | 6 settembre 2008   |                 |
| 24 | Le Mystère du lac sans poisson           | Caso del pesce scomparso                 | 13 settembre 2008  |                 |
| 25 | Une enquête pharaonique                  | Casi misteriosi dell'ossessione egizia   | 20 settembre 2008  |                 |
| 26 | Mystère ferroviaire                      | Caso del medaglione reale                | 27 settembre 2008  |                 |

## Doppiaggio
| Personaggio    | Doppiatore originale | Doppiatore italiano |
| -------------- | -------------------- | ------------------- |
| Jo Misra       | Sauvane Delanoë      | Eva Padoan          |
| Max Kirrin     | Hervé Grull          | Daniele Raffaeli    |
| Allie Campbell | Alexandra Pic        | Monica Vulcano      |
| Dylan Kirrin   | Alexandre Nguyen     | Fabrizio Mazzotta   |